# Pouteria bracteata
Pouteria bracteata är en tvåhjärtbladig växtart som beskrevs av Terence Dale Pennington. Pouteria bracteata ingår i släktet Pouteria och familjen Sapotaceae. IUCN kategoriserar arten globalt som starkt hotad.
Artens utbredningsområde är Colombia. Inga underarter finns listade i Catalogue of Life.